# Miguel Escalona Quesada
Miguel Escalona Quesada (Torremolinos, 1926-2011) fue un político socialista malagueño que se convirtió en el primer Alcalde de Torremolinos tras el proceso de Independencia del Municipio en el año 1988. 

## Biografía
Miguel Escalona nació en Torremolinos (Málaga) en el año 1926. Durante la Guerra Civil, Escalona, que era un niño, se vio obligado a hacer el Camino de Almería y a exiliarse con su familia a Francia, donde tuvo que vivir varios años. Al finalizar la guerra volvió a su municipio natal, donde estuvo trabajando en un comercio familiar, una droguería en la que vendían entre otras cosas, cal que ellos mismos fabricaban.
Durante el proceso de Independencia de Torremolinos (culminado el 27 de septiembre de 1988) fue elegido en agosto de 1987 presidente del Comité Ejecutivo de la localidad. Un año después, gracias al apoyo de IU, CDS (Centro Democrático y Social) y PDP (Democracia Cristiana), logró ser el presidente de la Comisión Gestora Municipal. Miguel Escalona pilotó todo el proceso de segregación de Torremolinos y, ya en 1991, revalidó su mandato, esta vez ya a través de unos comicios municipales. Una coalición con IU le permitió alzarse como el primer alcalde elegido democráticamente en Torremolinos, de donde fue mandatario hasta 1995.
Entre las actuaciones realizadas en su mandato se encuentran: El saneamiento integral de Torremolinos: desde el Arroyo del Saltillo hasta la depuradora en Málaga; La remodelación de las playas de El Bajondillo, Playamar y Los Álamos y La Carihuela; La concesión de todos los establecimientos playeros y zonas náuticas y de hamacas; dotó al Paseo Marítimo de una línea moderna y funcional; la Promoción Turística Nacional e Internacional, abriendo Torremolinos a los diversos mercados y acudiendo a ferias en Londres, Berlín, Milán, Leipzig, Helsinki, Montreux, etc; el Plan Municipal de Competitividad Turística que fue el primero a nivel del Estado español; se creó la primera Oficina en Andalucía de Asesoramiento e Información al Residente Extranjero y Cuatro Oficinas de Información Turística; se creó el Primer Premio de Playas de Andalucía; se generó el Plan Futures: Subvenciones a empresarios  hoteleros y restauradores; se nombró a ‘Torremolinos Municipio de Excelencia Turística’; Se creó el Baile Retro (campeonato internacional de Bailes de Salón); se escribió el libro de 'Torremolinos en el corazón'; se denominaron Edificios de interés Cultural a la Torre Pimentel, el Molino de la Bóveda, la casa de María  Barrabino, la Casa de los Navajas y el Colegio de Huérfanos; se creó ASTOSAM; se presentó el primer Plan General de Ordenación urbana, con reserva de suelo para realizaciones de Recinto Ferial, Auditorio y Polideportivo; surgió el Día del Pescaito y del Turista; se realizaron Acuerdos con el Palacio de Congresos de Torremolinos para su explotación; se construyó el Edificio actual del consistorio; se remodelaron las principales calles del municipio y se construyó el edificio de la Policía Local.
Miguel Escalona falleció el 5 de noviembre de 2011. En el Pleno municipal del 28 de noviembre de 2011, los tres partidos políticos (PP, PSOE e IU) acordaron por unanimidad crear la Avenida Alcalde Miguel Escalona Quesada en Torremolinos, en homenaje a su ilustre persona y trayectoria profesional.
| Predecesor: No hubo | Alcalde de Torremolinos 1988-1995 | Sucesor: Pedro Fernández Montes |

- Datos: Q6014250